# II. Mojs (nádor)
Mojs (Moys, Majs) a 13. században élt magyar főúr, aki IV. Béla idejében 1251 és 1254 között lovászmester, 1256 és 1258 között királyi asztalnokmester, V. István idejében 1270 és 1272 között nádor és a kunok bírája, majd IV. László király uralkodásának idejében 1272-ben szlavón bán, 1276-ban pedig országbíró volt. Az uralkodó Árpád-ház egy ismeretlen rokonával kötött házasságának köszönhetően befolyását haláláig megőrizte. Végakarata egyedülállóan részletes Árpád-kori társadalomtörténeti forrás. Leányai révén Mojs a Meggyesi, Tamási, szekcsői Herceg és a somlyói Báthory nemesi családok anyai ági őse volt.

## Pályafutása
Mojs a 13. század első évtizedében született, I. Mojs nádor és a Monoszló nembeli Venys három gyermekének egyikeként. Apja családi háttere nem ismert, de minden bizonnyal jómódú, házasságának köszönhetően tekintélyes rokonságból származott, amely feltehetően Szlavóniában birtokolt földeket. Már az 1220-as évektől Béla herceg egyik legfőbb támogatója volt, ennek következtében a királyi udvari pályafutása a Béla és édesapja, András király közötti feszültség miatt nem teljesedhetett ki. II. Mojsnak volt egy bátyja, Sándor, akit 1233-ban királyi kardhordozóként említettek. Azonosítatlan nevű nővérük a Bár-Kalán nembeli Pósa fiához, Nanához ment feleségül.
Apja politikai irányultsága miatt az ifjabb Mojs Béla herceg udvarában nevelkedett. Az idősebb Mojs valószínűleg még Béla 1235-ös trónralépése előtt meghalt. és politikai hagyatékát fia vitte tovább. II. Mojs neve 1245 augusztusában jelent meg először a korabeli feljegyzésekben, amikor IV. Béla király neki adományozta a Dráva folyón túli, akkor Somogy vármegyéhez tartozó Izdencet. Mojs 1250 nyarán részt vett az osztrák herceg elleni királyi hadjáratban. Vélhetően egy nagyobb sereget vezényelt, amely ostrom alá vette és elfoglalta Kirchschlag várát. Érdemeiért 1251-ben a király lovászmesterré nevezte ki. Ebben a minőségében 1254-ig szolgált. Ezt követően 1254-től 1256-ig a Zágráb vármegyéhez tartozó gorai ispánság ura volt. Ezután 1256-tól 1258-ig a asztalnokmesterként és Orbász vármegye ispánjaként működött.
Amikor 1260 körül feszültségek támadtak IV. Béla és legidősebb fia, a trónörökös István herceg kapcsolatában, Mojs vélhetően semleges maradt. Még akkor is távol tartotta magát az eseményektől, amikor a konfrontáció 1262-ben, majd 1264–65-ben belháborúvá fajult. Szűcs Jenő történész úgy vélte, Mojsnak az Árpád-házhoz fűződő családi kapcsolata lehetővé tette számára a két ellentétes fél közötti egyensúlyozást. Ennek ellenére Mojs határozottan a király bizalmasai közé tartozott. Béla király kedvelt, ifjabb fiának, Béla szlavón hercegnek a hercegi udvarában tárnokmesterként szolgált, emellett 1260-tól 1267-ig Somogy és Varasd vármegyék ispáni tisztségét is betöltötte. Egy oklevél 1264-ben Bihar vármegye ispánjaként is említette.. A polgárháború lezárása után, 1266 nyarán részt vett IV. Béla és István közös Bulgária elleni hadjáratában. 1263 körül Mojs három rokonával a Tolna vármegyei Ábrahámban (Dombóvár mellett) ciszterci Szűz Mária tiszteletére kolostort emeltetett. IV. Béla még abban az évben megerősítette az alapítást. Mojs 1272-ben és 1273-ban további földadományokat adott a kolostornak, összesen kilenc Tolna és Bodrog megyei falut és 20 cselédcsaládot adományozott a ciszterci szerzeteseknek.
IV. Béla halála után 1270 májusában fia és egykori ellensége, V. István lépett a magyar trónra. Az új uralkodónak szándéka volt kibékülni néhai apja egykori híveivel, akik a válság közepette, amikor nővére, Anna macsói hercegnő és néhány dunántúli Béla-párti főúr elmenekült Magyarországról II. Ottokár cseh király udvarában kértek menedéket. A béke jeleként Mojsot néhány nappal koronázása előtt Magyarország nádorává tette. Mojs legrangosabb tisztsége mellett 1270-től 1272-ig Sopron vármegye, 1270-ben pedig rövid ideig Szeben vármegye ispánja is volt. Mojs személye az Árpád-házzal és az V. István támogatását élvező monoszló nembeli rokonsággal ápolt családi kapcsolata mellett István „egész Magyarország királya” címével összhangban az egységes kormányzatot jelképezte.
Amikor István az őt megkoronázó Türje nembeli Fülöp érseknek Esztergom vármegyét adományozta, Mojsot bízták meg, hogy ő avassa fel az érseket örökös főispánná. Nem sokkal ezután, Mojs kiváltságokat adott saját alattvalóinak, a kazsoki hospeseknek. Amikor V. István és II. Ottokár viszálya 1271 tavaszán nagyszabású háborúvá fajult, Mojs csatlakozott a királyi táborhoz és részt vett a hadjáratban. Ispáni méltósága ellenére ekkor Sopron várát Osl Jakab és az Osl testvérek védték. Amikor július 2-án a két király követei megegyezésre jutottak Pozsonyban, Mojs a dokumentum aláírói között volt. Mojs volt az első nádor, aki felvette a kunok bírói méltóságát, amely ezt követően a két tisztséget évszázadokra összevonó hivatali címmé vált.
A feudális anarchia korszakának kezdetét jelentette, amikor Gutkeled Joakim 1272 nyarán elrabolta István örökösét, a 10 éves László herceget. V. István, aki sikertelenül próbálta kiszabadítani fiát, Kőkapronca ostrománál súlyosan megbetegedett. Egyik utolsó döntése az volt, hogy augusztus 3-án Mojsot szlavón bánnak nevezte ki, hogy leváltsa az áruló Gutkeledet. A király három nappal később, augusztus 6-án halt meg. A következő években Kun Erzsébet királyné névleges uralkodása alatt két bárói csoport versengett a legfőbb hatalomért. Joakim végül 1272. augusztus 22-re visszanyerte báni tisztségét. Mojs, akit továbbra is a királyi család bizalmasának tartottak ezt követően távol maradt a hatalmi harcoktól. Erzsébet királyné még abban az évben visszaadta Mojsnak a Somogy és Tolna megyei Kazsok, Béc, Csap, Farnas és Ráksi községeket, mert szerinte IV. Béla néhai felesége, Mária királyné ezt megelőzően jogtalanul foglalta el tőle ezeket a vagyonát képező településeket. Mojs 1273-tól 1274-ig Somogy vármegye ispánja volt. Ezt követően IV. László felesége, Izabella királyné udvarához tartozott. 1274 és 1275 között a királynéi udvar pénztárnoka volt. Emellett ugyanebben az időszakban Szepes vármegye ispánjaként is működött. 1275-ben királynéi udvarispán volt. Eközben a következő hónapokban új belháború tört ki Gutkeled Joakim és Csák Péter között. Mojs is részt vett Csák Ugrin kudarcba fulladt kísérletében, hogy Fövenynél (Polgárdi mellett) megsemmisítse Joakim seregét. A királyi udvarba visszatérve Mojs 1275-től 1276-ig ismét Somogy vármegye ispánja volt. 1276 első felében rövid ideig országbíró volt, végül ismét a királynői udvar pénztárnokaként szolgált 1277-től egészen 1280-ban bekövetkezett haláláig.

## Családja

### Felesége
Széles körben elterjedt tudományos álláspont, hogy Mojs máig azonosítatlan felesége családi kapcsolatban állt az uralkodó Árpád-házzal. A feleségére való utalás először 1260-ban jelenik meg a korabeli feljegyzésekben, amikor IV. Béla király engedélyezte Mojsnak, hogy örökölt és szerzett vagyonával feleségének és lányainak javára szabadon rendelkezzen, mivel nem voltak férfi leszármazottai. Mojs utolsó végrendeletei 1267-ben, 1270-ben (az 1260-as okirat megerősítése), 1272-ben és 1280-ban ismét megemlítik. Az utóbbiban „nemesi származású hölgyként” (de nobiliorte prosapia) említi feleségét. IV. László király 1281. január 2-án Mojs azonosítatlan feleségét „nővéreként” (soror) említette. László utódja, III. András és házastársa, Kujávia Fenenna királyné az 1290-es évek elején „sógornőjükként” (cognata) is említik.
Számos történész próbálta meghatározni hitvesének kilétét és a királyi dinasztiához fűződő szorosabb rokonságát. Valkai András 16. századi krónikás és udvari történész azt állította, hogy Mojs azonosítatlan felesége egy bizonyos Zsófiával, Imre magyar király állítólagos lányával azonos. Turóczi László jezsuita tudós „Hungaria cum suis regibus” (1768) című művében azt írta, hogy Mojs valószínűleg feleségül vette IV. Béla és Laszkarisz Mária lányát, Szabinát. A királyi család genealógiai ágában azonban nincs feljegyzés „Sabináról”. Wertner Mór történész „Az Árpádok családi története” című monográfiájában (1892) visszautasította ezt az elméletet tekintve, hogy IV. Béla az okleveleiben nem hivatkozott vejeként Mojsra (ellentétben Rosztyiszlav Mihajloviccsal), sőt méltatlan lett volna, hogy Béla eljegyezze lányát egy magával hasonló korú idős úrral. Wertner kizáró tényezőként hangsúlyozta a már említett Mojs és Mária királynő közötti konfliktust is. Wertner azzal érvelt, hogy Mojs felesége csak anyai rokonságban állt az Árpád-házzal, és bizonyos fokig rokon volt Kun Erzsébet királynéval, V. István hitvesével.
Baczka-Madarasi Kis Bálint genealógus „Az Árpádok királyi vére Magyarország családaiban” (1895) című művében Mojs feleségét az Árpád-ház rangidős ágának tagjának tekintette. Wertner szkepticizmusát visszautasítva a korábbi időszakok magyar hercegnői morganatikus házasságainak példáival érvelt. Ezek tükrében a dinasztián belüli konfliktusok mellett Mária királynő lépése Mojs felé nem tűnhetett szokatlannak. Kis Bálint visszautasította Turóczi elméletét a feleség nevére (Sabina) vonatkozóan, amely helyi szájhagyományon keresztül terjedhetett az alapján, hogy Kisszeben (szlovákul: Sabinov) az ő birtoka volt. Kis azzal érvelt, hogy Mojs feleségének neve valójában Erzsébet volt, mivel az ő nevével említették Szent Margit legendájának egyik változatát, mely szerint Mojs és Erzsébet is megjelent IV. László betegágya előtt, aki azonosítatlan súlyos betegségben szenvedett, de 1275-ben felgyógyult belőle. Kis Bálint Wenzel Gusztáv véleményét elfogadva úgy vélte, hogy Erzsébet Rosztiszlav Mihajlovics herceg és macsói Anna hercegnő lánya volt.
Egy bizonyos Leyphilt nevű nemes hölgy 1312-ből származó végrendelete alapján Karácsonyi János történész tanulmányában (1923) azt állította, hogy Mojs özvegyét „Sibyllának” hívták, és Erzsébet királyné feltételezett húgának, Annának volt a lánya. Az okirat szerint a budai beginák Sibylla házában laktak, amely épület korábban Mojs feleségének tulajdona volt, így Karácsonyi feltételezte, hogy a házat róla nevezték el. A történész azt is állította, hogy Anna macsói hercegné helyett Anna, Mojs anyósa jelenik meg Szent Margit legendájában László betegágya előtt (1275). Karácsonyi azzal érvelt, hogy Mojs kétszer nősülhetett. Első felesége 1267-ben vagy 1268-ban halt meg, Mojs később feleségül vette a 20 éves Sibyllát, így V. István belső körének tagja lett. Az egyik orvos, aki meggyógyította a beteg fiatal királyt, egy bizonyos Gratian, Mojs személyes orvosa volt. Karácsonyi Erzsébet királynét és Annát a Kán nemzetséghez sorolta és Jakov Szvetoszlav bolgár főúr személyével hozta kapcsolatba, ám egész elméletét a későbbi történetírás figyelmen kívül hagyta vagy elvetette. Györffy György ennek ellenére elfogadta a „Sibylla” névváltozatot. Jakubovich Emil, aki szintén tanulmányt írt a Turul folyóirat ugyanebben a számában (1923), Karácsonyi dolgozatát „merész hipotézisek egész láncolatára” épültnek nevezte. A történész bebizonyította, hogy Erzsébet királynénak volt egy névtelen nővére, akit Monoszlói Gergely vett feleségül. Jakubovich hangsúlyozta, hogy Margit legendája határozottan azt állítja, hogy Mojs felesége Erzsébet volt. A szentté avatási eljárás vizsgálati jelentésében két alkalommal is helytelenül hivatkoztak Mojsra, mint elhunytra. Jakubovich nem zárta ki, hogy Erzsébet rokona (unokatestvére vagy távolabbi rokona) volt Kun Erzsébet királynénak is.
Spekner Enikő történész tanulmányában (2005) kiemelte, hogy az Erzsébet név és Mojs személye nem szerepel a Szent Margit-legenda legkorábbi változatában. Elutasította a Sibylla nevet is, mivel az a ház egy egykori német származású főapácájának (magistra) nevét is jelentheti, de etimológiája alapján a név az ájtatos, mélyen vallásos nők elvont jelentése is lehet. A lányai életkora alapján Spekner azt is lehetségesnek tartotta, hogy Mojs kétszer nősült (lásd alább). Kádár Tamás történész (2013) azzal érvelt, hogy Mojs felesége, Erzsébet Erzsébet királyné unokahúga vagy unokatestvére volt. Bachusz Dóra történész is úgy vélte, Mojs felesége Erzsébet királyné rokonságából ered. Elgondolása szerint a fent már említett érvek, és utolsó végrendeletének rendelkezései alapján Mojs kétszer nősült (a legidősebb lánya 1226 körül született, de Mojs özvegye – aki akkor személyesen járt a királyi udvarban – 1293-ban még élt). Feleségének személye tehát 1272 után megváltozott. Ráadásul Mojs feleségét csak 1280 után emlegették a királyi család rokonaként, azelőtt erről nem tesznek említést. Következésképpen Bachusz azzal érvelt, hogy Mojs első felesége valamikor 1270 és 1272 között halt meg, és rövid időn belül újraházasodott. Azt is figyelembe vette, hogy Mojs négy lánya közül a későbbi családi hagyomány ellenére egyik sem születhetett a második feleségétől (lásd alább).
Mojs 1280-ban bekövetkezett halála után özvegye a Magyar Királyság egyik leggazdagabb nemesasszonya lett, nagybirtokokat és hatalmas személyes tulajdont örökölt. Ezen kívül Békásmegyer és a már fent említett budai ház is az övé volt. 1283 októberében IV. László neki adományozta a csepeli Bagamérfölde és Cséptelek birtokokat. A király hitvese, Izabella királyné valamikor 1287 előtt adományozta neki a Fejér vármegyei Ercsi melletti Zapakon nevű földet. Tolna vármegyében, Izabellától Cséptelekért cserébe megszerezte Görbő községet is. A falu korábban Mojs végrendelete értelmében az ábrahámi kolostorhoz tartozott. Spekner úgy vélte, hogy az özvegy a királyné egyik legközelebbi bizalmasa volt. Amikor IV. László 1286–87-ben a Nyulak-szigeti domonkos kolostorba záratta feleségét, az özvegy is vele maradt. Így Wertner és Karácsonyi tévesen állította, hogy ő is csatlakozott a domonkos rendhez. Valójában az özvegy csatlakozott a beginákhoz, és valamikor az 1280-as években kolostort alapított budai házában.  1287-ben Erzsébet hercegnőnek adományozta Zapakon földjét. Fenenna királyné kérésére megerősítette IV. László korábbi, 1290-es földadományait. Ekkorra az özvegy a bagamérföldei és csépteleki földhasználati jogot a begina apácákra ruházta át.  Görbő községet és tartozékait 1292-ben visszaadta az ábrahámi kolostornak. 1293-ban kérte III. András királyt, hogy erősítse meg végakaratát. Az okiratban a fent említett Csepel-szigeti és békásmegyeri földeket, valamint budai házát a begina kolostorra hagyta. Mojs özvegye valamikor 1293 és 1296 között halt meg. Amikor III. András adómentességet adott a fent említett birtokok népeinek, már elhunytként említette őt.

### Gyermekei
Mojsnak négy lánya volt. Közülük ketten, Cecília és Judit belépett a domonkos rendbe, és a Nyulak-szigeti kolostorban laktak. 1276-ban dominikánus szerzetestársuk, Margit (IV. Béla lánya) szentté avatásának vizsgálati szakaszában tanúskodtak. Saját bevallásuk szerint Cecília körülbelül 50, Judit pedig pontosan 44 éves volt a vizsgálat során, így 1226, illetve 1232 körül születtek (azaz Mojsnak és azonosítatlan feleségének az 1200-as években vagy legkésőbb 1210-ben kellett születnie). Cecília gyermekkora óta a veszprémi kolostorokban, majd a Nyulak-szigeten lakott, Judit pedig 1265 körül csatlakozott a domonkos apácákhoz.
Mojs harmadik lánya, Erzsébet a 13. század utolsó évtizedeiben az Erdélyben befolyásos főúr, a Pok nembeli Miklós felesége lett. Legidősebb fiuk, Móric révén a nevezetes Meggyesi család ősei voltak, amely 1492-ben kihalt. Unokájuk Anna Báthory (Bátori) Lászlóhoz ment férjhez. A házaspár a nevezetes somlyói Báthory család közvetlen őse volt, amely később Erdély és Lengyelország királyi dinasztiájává emelkedett. Ennek a házasságnak köszönhetően 16. században a Báthoryak előszeretettel hivatkoztak rá, hogy az Árpád-házból származnak. Bár Pok Miklós később Kaplon Katalint vette feleségül a Báthoryak krónikása, Valkai András genealógiai költeményében (Genealogia historica regum Hungariae…, 1576–81 körül) határozottan kijelentette, hogy Móric – Anna apja – az Árpád-házi rokonságból származik, de tévesen azt állította, hogy Mojs és „Sophia” (ahogy Mojs feleségét azonosította) Móric szülei voltak, figyelmen kívül hagyva a köztük lévő nemzedéket.
A negyedik, azonosítatlan lány Kőszegi Henrikhez, a 13. és 14. század fordulójának egyik leghatalmasabb oligarchájához ment férjhez, aki apósa örökségét átvéve Felső-Szlavónia és a Dél-Dunántúl ura lett. Henrik és hitvese két fiuk, János és Péter révén a 15. századra felemelkedő Tamási és szekcsői Herceg nemesi családok ősei voltak. Egy lányuk is született, akit a III. András király anyai rokonságához tartozó Turcho vett feleségül, megerősítve ezzel a királyi dinasztiával fennálló kapcsolatot.

## Végrendelete
Mivel Mojsnak nem voltak törvényes fiági örökösei, végrendeletét unokaöccse, Sándor beleegyezésével állította össze először 1267-ben, amikor hatvanas éveiben járt. A dokumentum Mojs fia nélküli halála esetére is garantáta a királyi megerősítést, és tartalmazta a visszavonási és módosítási jogot. Az okirat szerint felesége és lányai együtt örökölték Igalt, két Pozsony vármegyei falut, Borhodot, Oszlárt, egy részt Derecskén és a Dráván túli birtokait – Rácsát, Musinát, Bakvát, Izdencet és Sudynt. 1272-ben Mojs módosította végakaratát, és birtokainak egy részét csak a domonkos apácákhoz csatlakozott lányaira hagyta, akik szintén kedvezményezettek voltak. Bachusz Dóra szerint Mojs addigra újraházasodott, ezért a későbbi viták elkerülése érdekében volt szükség az örökség elkülönítésére.
Mojs egészségi állapota 1280-ra nagyon megromlott. Miután megbetegedett, 1280. szeptember 26-án szóbeli közlés alapján állította össze halálos ágyán végső végakaratát. Ennél Tamás váci püspök is jelen volt, aki Izabella királyné kancellárjaként, és az ebben esetben hiteleshelyként működő budai káptalan képviselőjeként is működött. Az esemény során Mojs kinyilvánította szellemi képességeinek teljességét. Az 1280-as végakarat technikai értelemben „codicillus” volt, amely fenntartotta, de ki is egészítette a korábbi végrendeletet. Ez a kifejezés az ókor jogrendszeréből maradt fenn, és az Árpád-kori Magyarországon mindössze négyszer fordul elő. Kulcsár Beáta jogtörténész a szakkifejezést Tamás püspöknek és az iratot rögzítő kísérete egyik tagjának tulajdonította. Mojs özvegye nászajándékként megörökölte Izdencet és a Tolna megyei Ugát, három falu marturináját (nyestbőradó) és húsz lovat férje méneséből a „házassági szeretet” jeleként.
Sándor unokaöccét Mojs választás alé állította. Egy értékes aranyöv mellé választhatta a Megyericse nevű települést, vagy Musina és Bakva közös uradalmát (utóbbi esetben az özvegy Megyericsét örökölte volna). Mojs erdélyi Zolun (Zólyom) és Meggyes nevű birtokait vejére, Pok Miklósra hagyta, aki ezt követően birtokainak központját az itteni birtokára helyezte át. Másik veje, Kőszegi Henrik Szlavóniában megörökölte Gordova várát és a környező földeket. Mojs nővére, aki a székesfehérvári apácákhoz került, a Megyericsei marturinán kívül Nyéket és Szakályt kapta meg. Mojs az ábrahámi kolostorra is több birtokot hagyott örökül, köztük Ábrahám, Kurd, Görbő, Csibrák, Lázi és Bot (ma Etyek városrésze) falvakat. A Nyulak-szigeti domonkos apácák 1272-es szándéknyilatkozatával megszerezték Igalt, két Pozsony vármegyei falut, valamint Burkud, Aszlav, Ráksi, Kisbéc, Kazsok és Ecseny nevű falvakat, amelyben haszonélvezeti jogot biztosított számukra ezekre a birtokokra. Fermói Fülöp pápai legátus, aki ettől az évtől élt Magyarországon, megkapta Csap községet a szőlőültetvényeivel.
Amikor IV. László 1281. január 2-án megerősítette végakaratát, Mojsot már elhunytként említették, így valószínűleg 1280 utolsó hónapjaiban halt meg. Özvegye az okiratnak megfelelően megosztotta örökölt birtokát. Időközben Sándor is meghalt, így fiának, III. Mojsnak lehetősége nyílt Musina és Bakva falvak megszerzésére, míg az özvegy megszerezte Megyericsét. Rövid nézeteltérés után, amikor nem volt hajlandó teljesíteni a végrendeletet, az özvegy Meggyest és Zólyomot átadta Erzsébetnek és Pok Miklósnak. Emiatt Bachusz úgy véli, hogy ő Mojs lányának csak mostohaanyja volt. 

## Fordítás
Ez a szócikk részben vagy egészben  a   Mojs II című angol Wikipédia-szócikk ezen változatának fordításán alapul.  Az eredeti cikk szerkesztőit annak laptörténete sorolja fel. Ez a jelzés csupán a megfogalmazás eredetét és a szerzői jogokat jelzi, nem szolgál a cikkben szereplő információk forrásmegjelöléseként.